# Вулиця Добровольчих батальйонів (Житомир)
Вулиця Добровольчих батальйонів — вулиця в Корольовському районі міста Житомир.

## Розташування
Розташована у привокзальній частині міста, на теренах історичної місцевості Путятинка..

## Історія
Вулиця виникла в перші роки після Другої світової війни згідно з проєктом на вільних від забудови землях. На схід від початку вулиці зосереджувалася заболочена місцевість — витік річки Мала Путятинка.
Вулиця та її садибна забудова сформувалися у 1950 — 1960-х роках. У 1950 році отримала назву Партизанська. З 1958 року — Перша Партизанська вулиця.
До 1980-х років тодішня Радянська вулиця була довшою — мала вихід до Київської вулиці. На початку 1980-х років в ході будівництва багатоквартирного будинку № 102 по вулиці Київській, початок Першої Партизанської вулиці ліквідовано.
До 2016 року вулиця носила назву «Перша Партизанська». Під час узгоджень перейменувань топонімічних об'єктів, що підпадали під декомунізаційні закони, пропонувалось надати ім'я «Поліська Січ», «Волинської Повстанської Армії». Житомирський міський голова не включив вулицю до розпорядження з перейменування, тому остаточне рішення ухвалював голова ОДА.
Була перейменована у відповідности до розпорядження голови Житомирської ОДА.